# Шерлок-молодший
Шерлок-молодший (Sherlock, Jr.) — німа кінокомедія Бастера Кітона 1924 року. Зазначена в Національному кінореєстрі США (з 1991).
На 1 березня 2024 року фільм займав 201-шу позицію у списку 250 кращих фільмів за версією IMDb.

## Сюжет
Б. Кітон — кіномеханік, який мріє бути знаменитим детективом, як Шерлок Холмс. Закоханий в прекрасну дівчину, він дарує їй шоколад і кільце, але інший шанувальник також змагається за її увагу. Кіномеханік безрезультатно намагається вистежити свого суперника, підступного типа, який вкрав годинник з дому дівчини й, заклавши їх, купив їй величезну коробку цукерок.
Помилково звинувачений у злочині сім'єю дівчини, убитий горем, Кітон засинає на роботі під час демонстрації фільму. Йому сниться, що він «входить» в екран і стає одним з персонажів фільму — в якій розігрується сцена з викраденням коштовностей. Кітон тут виступає як детектив — «Шерлок-молодший», який, розслідуючи злочин, потрапляє в безліч комедійних ситуацій.

## У ролях
- Бастер Кітон — Шерлок-молодший
- Кетрін Макгвайр — дівчина
- Джо Кітон — батько дівчини
- Ервін Коннеллі — дворецький
- Ворд Крейн — лиходій
- Джейн Коннеллі — мати дівчини

## Робота над фільмом
Кітон запросив зняти фільм Роско Арбакла, однак той відхилив пропозицію. Кітону довелося самому взятися за фільмування, що було для нього новинкою. Хоча він ретельно продумав і підготував всі трюки (у тому числі одну з найзнаменитіших в історії кіно сцен погоні), тестові перегляди фільму виявилися невдалими і його довелося скоротити до розмірів короткометражки. Крім того, під час зйомки сцени на залізниці Кітон сильно пошкодив шию.

## Цікаві факти
- Під час фільмування сцени на вокзалі, коли на Шерлока виливається вода з цистерни, від сильного потоку, що повалився на нього, Кітон отримав травму шиї та багато років мучився мігренню, не знаючи про справжні її причини. Правильний діагноз був поставлений йому тільки в 30-х роках.